# Naïm Sliti
Naïm Sliti (Marsiglia, 27 luglio 1992) è un calciatore tunisino con cittadinanza francese, centrocampista dell'Al-Shamal e della nazionale tunisina.

## Caratteristiche tecniche
Nasce ala sinistra, ma è stato impiegato prevalentemente come trequartista.

## Carriera

### Club

#### Gli esordi
Cresciuto nel settore giovanile dell'Aubagne e dell'Olympique Marsiglia, all'età di 14 anni approda al Sedan con cui il 1º luglio 2011 firma il primo contratto da professionista.
Nell'estate del 2013, complice il fallimento del Sedan, firma con il Paris FC. Nonostante fosse il calciatore più pagato della rosa, colleziona appena quattro presenze nel Championnat National. Motivo per cui al termine della stagione rescinde il contratto.

#### Red Star e Lilla
Il 1º luglio 2014 firma con il Red Star. Nella prima stagione colleziona 28 presenze e 8 reti nel Championnat National, contribuendo al primo posto e alla conseguente promozione del Red Star in Ligue 2.
Nel giugno del 2015 rinnova il contratto per tre stagioni. L'8 luglio realizza il primo gol in Ligue 2 con la maglia del Red Star nell'1-1 sul campo del Lens. Chiude la stagione con 4 reti e il Red Star che si classifica al quinto posto in classifica.
Il 31 agosto 2016 viene acquistato dal Lilla in prestito con diritto di riscatto. Debutta in Ligue 1 il 20 agosto nella sconfitta interna contro il Tolosa, entrando al 64' in sostituzione di Bauthéac. Il 29 novembre segna il primo gol in massima divisione nella partita vinta 4-2 contro il Caen. Al termine della stagione il Lilla esercita il diritto di riscatto, versando due milioni di euro al Red Star.

#### Digione
Il 25 luglio 2017 passa al Digione sempre con la formula del prestito con diritto di riscatto. Esordisce il 6 agosto nella gara persa 3-0 contro il Marsiglia, suo vecchio club formatore. Il 23 settembre segna il primo gol con la maglia del Digione nel 3-3 conquistato in casa dell'Olympique Lione. Il 20 aprile 2018, sempre contro l'OL, realizza la sua prima doppietta in Ligue 1. Termina il campionato con 7 reti all'attivo, convincendo il Digione ad esercitare il diritto di riscatto dal Lilla per due milioni di euro; di conseguenza il giocatore firma un contratto per quattro stagioni.
Il 23 gennaio 2019 segna la sua prima tripletta in carriera, nel match contro il Saint-Étienne valido per i trentaduesimi di Coppa di Francia 2018-19 (oltre ai 3 gol, il giocatore mette a segno anche 3 assist per i compagni di squadra).

### Nazionale
Ha esordito in nazionale nel 2016, e con la stessa ha disputato la Coppa d'Africa 2017 (in cui è andato a segno 2 volte in 4 partite giocate) e i Mondiali 2018.

## Statistiche

### Presenze e reti nei club
Statistiche aggiornate al 9 marzo 2023.
| Stagione          | Squadra           | Campionato        | Campionato | Campionato | Coppe nazionali | Coppe nazionali | Coppe nazionali | Coppe continentali | Coppe continentali | Coppe continentali | Altre coppe | Altre coppe | Altre coppe | Totale | Totale | Totale |
| Stagione          | Squadra           | Comp              | Pres       | Reti       | Comp            | Pres            | Reti            | Comp               | Pres               | Reti               | Comp        | Pres        | Reti        | Pres   | Reti   |        |
| ----------------- | ----------------- | ----------------- | ---------- | ---------- | --------------- | --------------- | --------------- | ------------------ | ------------------ | ------------------ | ----------- | ----------- | ----------- | ------ | ------ | ------ |
| 2010-2011         | Sedan 2           | CFA2              | 13         | 3          | -               | -               | -               | -                  | -                  | -                  | -           | -           | -           | 13     | 3      |        |
| 2012-2013         | Sedan 2           | CFA2              | 5          | 0          | -               | -               | -               | -                  | -                  | -                  | -           | -           | -           | 5      | 0      |        |
| Totale Sedan 2    | Totale Sedan 2    | Totale Sedan 2    | 18         | 3          |                 | -               | -               |                    | -                  | -                  |             | -           | -           | 18     | 3      |        |
| 2011-2012         | Sedan             | L2                | 28         | 2          | CF+CdL          | 2+2             | 0               |                    | -                  | -                  |             | -           | -           | 32     | 2      |        |
| 2012-2013         | Sedan             | L2                | 20         | 1          | CF+CdL          | 3+0             | 0               |                    | -                  | -                  |             | -           | -           | 23     | 1      |        |
| Totale Sedan      | Totale Sedan      | Totale Sedan      | 48         | 3          |                 | 7               | 0               |                    | -                  | -                  |             | -           | -           | 55     | 3      |        |
| 2013-2014         | Paris FC 2        | CFA2              | 14         | 9          | -               | -               | -               | -                  | -                  | -                  | -           | -           | -           | 14     | 9      |        |
| 2013-2014         | Paris FC          | N                 | 4          | 0          | CF+CdL          | -               | -               |                    | -                  | -                  |             | -           | -           | 4      | 0      |        |
| 2014-2015         | Red Star          | N                 | 28         | 8          | CF+CdL          | 3+0             | 0               |                    | -                  | -                  |             | -           | -           | 31     | 8      |        |
| 2015-2016         | Red Star          | L2                | 36         | 4          | CF+CdL          | 0+1             | 0               |                    | -                  | -                  |             | -           | -           | 37     | 4      |        |
| lug.-ago. 2016    | Red Star          | L2                | 2          | 0          | CF+CdL          | -               | -               |                    | -                  | -                  |             | -           | -           | 2      | 0      |        |
| Totale Red Star   | Totale Red Star   | Totale Red Star   | 66         | 12         |                 | 4               | 0               |                    | -                  | -                  |             | -           | -           | 70     | 12     |        |
| ago. 2016-2017    | Lille 2           | CFA               | 3          | 2          | -               | -               | -               | -                  | -                  | -                  | -           | -           | -           | 3      | 2      |        |
| ago. 2016-2017    | Lilla             | L1                | 16         | 1          | CF+CdL          | 1+1             | 0               |                    | -                  | -                  |             | -           | -           | 18     | 1      |        |
| 2017-2018         | Digione           | L1                | 31         | 7          | CF+CdL          | 0+2             | 0               |                    | -                  | -                  |             | -           | -           | 33     | 7      |        |
| 2018-2019         | Digione           | L1                | 35+2       | 3+2        | CF+CdL          | 3+2             | 4+1             |                    | -                  | -                  |             | -           | -           | 42     | 10     |        |
| Totale Digione    | Totale Digione    | Totale Digione    | 68         | 12         |                 | 7               | 5               |                    | -                  | -                  |             | -           | -           | 75     | 17     |        |
| 2019-2020         | Al-Ettifaq        | PL                | 19         | 2          | CA              | 3               | 2               | -                  | -                  | -                  | -           | -           | -           | 22     | 4      |        |
| 2020-2021         | Al-Ettifaq        | PL                | 28         | 9          | CA              | 1               | 0               | -                  | -                  | -                  | -           | -           | -           | 29     | 9      |        |
| 2021-2022         | Al-Ettifaq        | PL                | 22         | 9          | CA              | 1               | 0               | -                  | -                  | -                  | -           | -           | -           | 23     | 9      |        |
| 2022-2023         | Al-Ettifaq        | PL                | 8          | 1          | CA              | 1               | 0               | -                  | -                  | -                  | -           | -           | -           | 9      | 1      |        |
| Totale Al-Ettifaq | Totale Al-Ettifaq | Totale Al-Ettifaq | 77         | 21         |                 | 6               | 2               |                    | -                  | -                  |             | -           | -           | 83     | 23     |        |
| Totale carriera   | Totale carriera   | Totale carriera   | 314        | 63         |                 | 26              | 7               |                    | -                  | -                  |             | -           | -           | 340    | 70     |        |

### Cronologia presenze e reti in nazionale
| Cronologia completa delle presenze e delle reti in nazionale ― Tunisia | Cronologia completa delle presenze e delle reti in nazionale ― Tunisia | Cronologia completa delle presenze e delle reti in nazionale ― Tunisia | Cronologia completa delle presenze e delle reti in nazionale ― Tunisia | Cronologia completa delle presenze e delle reti in nazionale ― Tunisia | Cronologia completa delle presenze e delle reti in nazionale ― Tunisia | Cronologia completa delle presenze e delle reti in nazionale ― Tunisia | Cronologia completa delle presenze e delle reti in nazionale ― Tunisia |
| Data                                                                   | Città                                                                  | In casa                                                                | Risultato                                                              | Ospiti                                                                 | Competizione                                                           | Reti                                                                   | Note                                                                   |
| ---------------------------------------------------------------------- | ---------------------------------------------------------------------- | ---------------------------------------------------------------------- | ---------------------------------------------------------------------- | ---------------------------------------------------------------------- | ---------------------------------------------------------------------- | ---------------------------------------------------------------------- | ---------------------------------------------------------------------- |
| 3-6-2016                                                               | Gibuti                                                                 | Gibuti                                                                 | 0 – 3                                                                  | Tunisia                                                                | Qual. Coppa d'Africa 2017                                              | 1                                                                      |                                                                        |
| 11-11-2016                                                             | Bologhine                                                              | Libia                                                                  | 0 – 1                                                                  | Tunisia                                                                | Qual. Mondiali 2018                                                    | -                                                                      | 46’                                                                    |
| 15-11-2016                                                             | Gabès                                                                  | Tunisia                                                                | 0 – 0                                                                  | Mauritania                                                             | Amichevole                                                             | -                                                                      | 71’                                                                    |
| 4-1-2017                                                               | Tunisi                                                                 | Tunisia                                                                | 0 – 0                                                                  | Uganda                                                                 | Amichevole                                                             | -                                                                      |                                                                        |
| 8-1-2017                                                               | Il Cairo                                                               | Egitto                                                                 | 1 – 0                                                                  | Tunisia                                                                | Amichevole                                                             | -                                                                      | 16’                                                                    |
| 15-1-2017                                                              | Franceville                                                            | Tunisia                                                                | 0 – 2                                                                  | Senegal                                                                | Coppa d'Africa 2017 - 1º turno                                         | -                                                                      |                                                                        |
| 19-1-2017                                                              | Franceville                                                            | Algeria                                                                | 1 – 2                                                                  | Tunisia                                                                | Coppa d'Africa 2017 - 1º turno                                         | 1                                                                      |                                                                        |
| 23-1-2017                                                              | Libreville                                                             | Zimbabwe                                                               | 2 – 4                                                                  | Tunisia                                                                | Coppa d'Africa 2017 - 1º turno                                         | 1                                                                      | 83’                                                                    |
| 28-1-2017                                                              | Libreville                                                             | Burkina Faso                                                           | 2 – 0                                                                  | Tunisia                                                                | Coppa d'Africa 2017 - Quarti di finale                                 | -                                                                      |                                                                        |
| 24-3-2017                                                              | Monastir                                                               | Tunisia                                                                | 0 – 1                                                                  | Camerun                                                                | Amichevole                                                             | -                                                                      |                                                                        |
| 28-3-2017                                                              | Marrakech                                                              | Marocco                                                                | 1 – 0                                                                  | Tunisia                                                                | Amichevole                                                             | -                                                                      | 80’                                                                    |
| 11-6-2017                                                              | Radès                                                                  | Tunisia                                                                | 1 – 0                                                                  | Egitto                                                                 | Qual. Coppa d'Africa 2019                                              | -                                                                      | 90’                                                                    |
| 1-9-2017                                                               | Radès                                                                  | Tunisia                                                                | 2 – 1                                                                  | RD del Congo                                                           | Qual. Mondiali 2018                                                    | -                                                                      | 85’                                                                    |
| 5-9-2017                                                               | Kinshasa                                                               | RD del Congo                                                           | 2 – 2                                                                  | Tunisia                                                                | Qual. Mondiali 2018                                                    | -                                                                      | 69’                                                                    |
| 23-3-2018                                                              | Rades                                                                  | Tunisia                                                                | 1 – 0                                                                  | Iran                                                                   | Amichevole                                                             | -                                                                      | 64’                                                                    |
| 27-3-2018                                                              | Nizza                                                                  | Tunisia                                                                | 1 – 0                                                                  | Costa Rica                                                             | Amichevole                                                             | -                                                                      | 64’                                                                    |
| 28-5-2018                                                              | Braga                                                                  | Portogallo                                                             | 2 – 2                                                                  | Tunisia                                                                | Amichevole                                                             | -                                                                      | 76’                                                                    |
| 1-6-2018                                                               | Carouge                                                                | Tunisia                                                                | 2 – 2                                                                  | Turchia                                                                | Amichevole                                                             | -                                                                      | 82’                                                                    |
| 9-6-2018                                                               | Krasnodar                                                              | Tunisia                                                                | 0 – 1                                                                  | Spagna                                                                 | Amichevole                                                             | -                                                                      | 69’                                                                    |
| 18-6-2018                                                              | Volgograd                                                              | Tunisia                                                                | 1 – 2                                                                  | Inghilterra                                                            | Mondiali 2018 - 1º turno                                               | -                                                                      |                                                                        |
| 23-6-2018                                                              | Mosca                                                                  | Belgio                                                                 | 5 – 2                                                                  | Tunisia                                                                | Mondiali 2018 - 1º turno                                               | -                                                                      | 59’                                                                    |
| 28-6-2018                                                              | Saransk                                                                | Panama                                                                 | 1 – 2                                                                  | Tunisia                                                                | Mondiali 2018 - 1º turno                                               | -                                                                      | 77’                                                                    |
| 9-9-2018                                                               | Manzini                                                                | eSwatini                                                               | 0 – 2                                                                  | Tunisia                                                                | Qual. Coppa d'Africa 2019                                              | 1                                                                      | 90’                                                                    |
| 13-10-2018                                                             | Radès                                                                  | Tunisia                                                                | 1 – 0                                                                  | Niger                                                                  | Qual. Coppa d'Africa 2019                                              | -                                                                      | 90+2’                                                                  |
| 16-10-2018                                                             | Niamey                                                                 | Niger                                                                  | 1 – 2                                                                  | Tunisia                                                                | Qual. Coppa d'Africa 2019                                              | -                                                                      |                                                                        |
| 16-11-2018                                                             | Alessandria d'Egitto                                                   | Egitto                                                                 | 3 – 2                                                                  | Tunisia                                                                | Qual. Coppa d'Africa 2019                                              | 2                                                                      |                                                                        |
| 20-11-2018                                                             | Radès                                                                  | Tunisia                                                                | 0 – 1                                                                  | Marocco                                                                | Amichevole                                                             | -                                                                      | 78’                                                                    |
| 22-3-2019                                                              | Radès                                                                  | Tunisia                                                                | 4 – 0                                                                  | eSwatini                                                               | Qual. Coppa d'Africa 2019                                              | 1                                                                      | 74’                                                                    |
| 26-3-2019                                                              | Blida                                                                  | Algeria                                                                | 1 – 0                                                                  | Tunisia                                                                | Amichevole                                                             | -                                                                      | 43’                                                                    |
| 11-6-2019                                                              | Varaždin                                                               | Croazia                                                                | 1 – 2                                                                  | Tunisia                                                                | Amichevole                                                             | 1                                                                      | 62’                                                                    |
| 17-6-2019                                                              | Radès                                                                  | Tunisia                                                                | 2 – 1                                                                  | Burundi                                                                | Amichevole                                                             | 1                                                                      |                                                                        |
| 24-6-2019                                                              | Suez                                                                   | Tunisia                                                                | 1 – 1                                                                  | Angola                                                                 | Coppa d'Africa 2019 - 1º turno                                         | -                                                                      | 79’                                                                    |
| 28-6-2019                                                              | Suez                                                                   | Tunisia                                                                | 1 – 1                                                                  | Mali                                                                   | Coppa d'Africa 2019 - 1º turno                                         | -                                                                      | 84’                                                                    |
| 2-7-2019                                                               | Suez                                                                   | Mauritania                                                             | 0 – 0                                                                  | Tunisia                                                                | Coppa d'Africa 2019 - 1º turno                                         | -                                                                      | 79’                                                                    |
| 8-7-2019                                                               | Ismailia                                                               | Ghana                                                                  | 1 – 1 dts (4 – 5 dtr)                                                  | Tunisia                                                                | Coppa d'Africa 2019 - Ottavi di finale                                 | -                                                                      | 82’                                                                    |
| 11-7-2019                                                              | Il Cairo                                                               | Madagascar                                                             | 0 – 3                                                                  | Tunisia                                                                | Coppa d'Africa 2019 - Quarti di finale                                 | 1                                                                      | 66’                                                                    |
| 14-7-2019                                                              | Il Cairo                                                               | Senegal                                                                | 1 – 0 dts                                                              | Tunisia                                                                | Coppa d'Africa 2019 - Semifinale                                       | -                                                                      | 46’ 76’                                                                |
| 17-7-2019                                                              | Il Cairo                                                               | Tunisia                                                                | 0 – 1                                                                  | Nigeria                                                                | Coppa d'Africa 2019 - Finale 3º posto                                  | -                                                                      | 58’                                                                    |
| 6-9-2019                                                               | Radès                                                                  | Tunisia                                                                | 1 – 0                                                                  | Mauritania                                                             | Amichevole                                                             | -                                                                      | 62’                                                                    |
| 10-9-2019                                                              | Rouen                                                                  | Tunisia                                                                | 1 – 2                                                                  | Costa d'Avorio                                                         | Amichevole                                                             | 1                                                                      | 46’                                                                    |
| 12-10-2019                                                             | Radès                                                                  | Tunisia                                                                | 0 – 0                                                                  | Camerun                                                                | Amichevole                                                             | -                                                                      | 90’                                                                    |
| 9-10-2020                                                              | Tunisi                                                                 | Tunisia                                                                | 3 – 0                                                                  | Sudan                                                                  | Amichevole                                                             | -                                                                      | 59’                                                                    |
| 13-10-2020                                                             | Abuja                                                                  | Nigeria                                                                | 1 – 1                                                                  | Tunisia                                                                | Amichevole                                                             | -                                                                      | 73’                                                                    |
| 13-11-2020                                                             | Radès                                                                  | Tunisia                                                                | 1 – 0                                                                  | Tanzania                                                               | Qual. Coppa d'Africa 2021                                              | -                                                                      | 71’                                                                    |
| 17-11-2020                                                             | Dar es Salaam                                                          | Tanzania                                                               | 1 – 1                                                                  | Tunisia                                                                | Qual. Coppa d'Africa 2021                                              | -                                                                      | 70’                                                                    |
| 25-3-2021                                                              | Benghazi                                                               | Libia                                                                  | 2 – 5                                                                  | Tunisia                                                                | Qual. Coppa d'Africa 2021                                              | -                                                                      | 83’                                                                    |
| 5-6-2021                                                               | Tunisi                                                                 | Tunisia                                                                | 1 – 0                                                                  | RD del Congo                                                           | Amichevole                                                             | 1                                                                      |                                                                        |
| 11-6-2021                                                              | Radès                                                                  | Tunisia                                                                | 0 – 2                                                                  | Algeria                                                                | Amichevole                                                             | -                                                                      | 78’                                                                    |
| 15-6-2021                                                              | Radès                                                                  | Tunisia                                                                | 1 – 0                                                                  | Mali                                                                   | Amichevole                                                             | -                                                                      |                                                                        |
| 7-10-2021                                                              | Radès                                                                  | Tunisia                                                                | 3 – 0                                                                  | Mauritania                                                             | Qual. Mondiali 2022                                                    | -                                                                      | 65’                                                                    |
| 10-10-2021                                                             | Nouakchott                                                             | Mauritania                                                             | 0 – 0                                                                  | Tunisia                                                                | Qual. Mondiali 2022                                                    | -                                                                      | 85’                                                                    |
| 13-11-2021                                                             | Malabo                                                                 | Guinea Equatoriale                                                     | 1 – 0                                                                  | Tunisia                                                                | Qual. Mondiali 2022                                                    | -                                                                      |                                                                        |
| 16-11-2021                                                             | Tunisi                                                                 | Tunisia                                                                | 3 – 1                                                                  | Zambia                                                                 | Qual. Mondiali 2022                                                    | -                                                                      | 67’                                                                    |
| 30-11-2021                                                             | Ar Rayyan                                                              | Tunisia                                                                | 5 – 1                                                                  | Mauritania                                                             | Coppa araba FIFA 2021 - 1º turno                                       | -                                                                      | 64’                                                                    |
| 3-12-2021                                                              | Al Khawr                                                               | Siria                                                                  | 2 – 0                                                                  | Tunisia                                                                | Coppa araba FIFA 2021 - 1º turno                                       | -                                                                      | 46’                                                                    |
| 6-12-2021                                                              | Doha                                                                   | Tunisia                                                                | 1 – 0                                                                  | Emirati Arabi Uniti                                                    | Coppa araba FIFA 2021 - 1º turno                                       | -                                                                      |                                                                        |
| 10-12-2021                                                             | Ar Rayyan                                                              | Tunisia                                                                | 2 – 1                                                                  | Oman                                                                   | Coppa araba FIFA 2021 - Quarti di finale                               | -                                                                      | 77’                                                                    |
| 15-12-2021                                                             | Doha                                                                   | Tunisia                                                                | 1 – 0                                                                  | Egitto                                                                 | Coppa araba FIFA 2021 - Semifinale                                     | -                                                                      | 81’                                                                    |
| 18-12-2021                                                             | Al Khawr                                                               | Tunisia                                                                | 0 – 2 dts                                                              | Algeria                                                                | Coppa araba FIFA 2021 - Finale                                         | -                                                                      | 110’                                                                   |
| 12-1-2022                                                              | Limbe                                                                  | Tunisia                                                                | 0 – 1                                                                  | Mali                                                                   | Coppa d'Africa 2021 - 1º turno                                         | -                                                                      | 79’                                                                    |
| 23-1-2022                                                              | Garoua                                                                 | Nigeria                                                                | 0 – 1                                                                  | Tunisia                                                                | Coppa d'Africa 2021 - Ottavi di finale                                 | -                                                                      | 69’                                                                    |
| 29-1-2022                                                              | Garoua                                                                 | Burkina Faso                                                           | 1 – 0                                                                  | Tunisia                                                                | Coppa d'Africa 2021 - Quarti di finale                                 | -                                                                      | 46’                                                                    |
| 25-3-2022                                                              | Bamako                                                                 | Mali                                                                   | 0 – 1                                                                  | Tunisia                                                                | Qual. Mondiali 2022                                                    | -                                                                      | 85’                                                                    |
| 29-3-2022                                                              | Radès                                                                  | Tunisia                                                                | 0 – 0                                                                  | Mali                                                                   | Qual. Mondiali 2022                                                    | -                                                                      | 90+1’                                                                  |
| 2-6-2022                                                               | Radès                                                                  | Tunisia                                                                | 4 – 0                                                                  | Guinea Equatoriale                                                     | Qual. Coppa d'Africa 2023                                              | 1                                                                      | 88’                                                                    |
| 5-6-2022                                                               | Francistown                                                            | Botswana                                                               | 0 – 0                                                                  | Tunisia                                                                | Qual. Coppa d'Africa 2023                                              | -                                                                      | 90+1’                                                                  |
| 10-6-2022                                                              | Kobe                                                                   | Cile                                                                   | 0 – 2                                                                  | Tunisia                                                                | Kirin Cup                                                              | -                                                                      | 79’                                                                    |
| 27-9-2022                                                              | Parigi                                                                 | Brasile                                                                | 5 – 1                                                                  | Tunisia                                                                | Amichevole                                                             | -                                                                      | 81’                                                                    |
| 16-11-2022                                                             | Al Rayyan                                                              | Tunisia                                                                | 2 – 0                                                                  | Iran                                                                   | Amichevole                                                             | 1                                                                      | Ingresso                                                               |
| 22-11-2022                                                             | Al Rayyan                                                              | Danimarca                                                              | 0 – 0                                                                  | Tunisia                                                                | Mondiali 2022 - 1º turno                                               | -                                                                      | 67’                                                                    |
| 26-11-2022                                                             | Al Wakrah                                                              | Tunisia                                                                | 0 – 1                                                                  | Australia                                                              | Mondiali 2022 - 1º turno                                               | -                                                                      |                                                                        |
| 13-10-2023                                                             | Seul                                                                   | Corea del Sud                                                          | 4 – 0                                                                  | Tunisia                                                                | Amichevole                                                             | -                                                                      | 88’                                                                    |
| 17-10-2023                                                             | Kōbe                                                                   | Giappone                                                               | 2 – 0                                                                  | Tunisia                                                                | Amichevole                                                             | -                                                                      | 88’                                                                    |
| 17-11-2023                                                             | Radès                                                                  | Tunisia                                                                | 4 – 0                                                                  | São Tomé e Príncipe                                                    | Qual. Mondiali 2026                                                    | -                                                                      | 72’                                                                    |
| 21-11-2023                                                             | Lilongwe                                                               | Malawi                                                                 | 0 – 1                                                                  | Tunisia                                                                | Qual. Mondiali 2026                                                    | -                                                                      | 55’                                                                    |
| 6-1-2024                                                               | Radès                                                                  | Tunisia                                                                | 0 – 0                                                                  | Mauritania                                                             | Amichevole                                                             | -                                                                      | cap. 58’                                                               |
| 24-1-2024                                                              | Korhogo                                                                | Sudafrica                                                              | 0 – 0                                                                  | Tunisia                                                                | Coppa d'Africa 2023 - 1º turno                                         | -                                                                      | 70’                                                                    |
| 19-3-2025                                                              | Monrovia                                                               | Liberia                                                                | 0 – 1                                                                  | Tunisia                                                                | Qual. Mondiali 2026                                                    | -                                                                      | cap. 89’                                                               |
| 24-3-2025                                                              | Radès                                                                  | Tunisia                                                                | 2 – 0                                                                  | Malawi                                                                 | Qual. Mondiali 2026                                                    | -                                                                      | cap. 78’                                                               |
| Totale                                                                 |                                                                        | Presenze                                                               | 79                                                                     |                                                                        | Reti (11º posto)                                                       | 14                                                                     |                                                                        |